# Mezjdunarodnyj aeroport Semipalatinsk
Mezjdunarodnyj aeroport Semipalatinsk (ryska: Международный аэропорт Семипалатинск) är en flygplats i Kazakstan.   Den ligger i oblystet Östkazakstan, i den östra delen av landet, 600 km öster om huvudstaden Astana. Mezjdunarodnyj aeroport Semipalatinsk ligger 210 meter över havet.
Terrängen runt Mezjdunarodnyj aeroport Semipalatinsk är platt. Runt Mezjdunarodnyj aeroport Semipalatinsk är det mycket tätbefolkat, med 1 463 invånare per kvadratkilometer. Närmaste större samhälle är Semej, 8,7 km norr om Mezjdunarodnyj aeroport Semipalatinsk. Trakten runt Mezjdunarodnyj aeroport Semipalatinsk består i huvudsak av gräsmarker.